# Sophie Muller
Sophie Melanie Muller (Marylebone (Londen), 31 januari 1962) is een Brits videoclipregisseur.
Muller bracht haar jeugdjaren door op het eiland Man. Nadat ze de middelbare school had doorlopen keerde ze terug naar haar geboorteplaats Londen. Ze studeerde aan Central St Martin's en later ging ze les volgen aan de Royal College of Art waar ze met succes haar masteropleiding televisie en film afrondde. 

## Carrière
Muller startte haar carrière als derde assistent voor de horrorfilm Company of Wolves en bleef werken aan diverse projecten. Haar doel was om zelf regisseur te worden en ze kreeg de kans daartoe wanneer ze kon beginnen te werken voor Oil Factory, een filmproductiebedrijf dat gespecialiseerd is in het maken van muziekvideo's. Intussen heeft Muller meer dan honderd muziekvideo's geregisseerd voor bekende popsterren en bands, onder meer voor de Eurythmics en Annie Lennox, No Doubt en Gwen Stefani, Coldplay, Sinéad O'Connor, Sophie Ellis-Bextor, Beyoncé, Shakira en Mika. Af en toe maakt ze eveneens commercials. Ze regisseerde onder meer een reclamefilmpje voor Gwen Stefani's L.A.M.B. Fragrance en maakte ze een video met Christina Aguilera voor Rock The Vote, een Amerikaanse non-profitorganisatie die jongeren meer wil betrekken bij de politiek.
De video voor Sarah McLachlans song World on Fire kostte 15 dollar om te maken, de andere 150,000 dollar die beschikbaar waren voor het maken van de clip werd aan een goed doel geschonken. Muller won een Grammy Award voor het Video Diva album van Annie Lennox en een MTV Video Music Award voor de video van Lennox' song Why. 

## Filmografie (selectie)
| Jaar | Artiest                  | Song                                |
| ---- | ------------------------ | ----------------------------------- |
| 1983 | Eurythmics               | The Walk                            |
| 1987 | Eurythmics               | Beethoven (I Love to Listen to)     |
| 1988 | Eurythmics               | Do You Want to Break Up?            |
| 1988 | Eurythmics               | Heaven                              |
| 1988 | Eurythmics               | I Need You                          |
| 1988 | Eurythmics               | Put the Blame on Me                 |
| 1988 | Eurythmics               | Savage                              |
| 1988 | Eurythmics               | Wide Eyed Girl                      |
| 1988 | Eurythmics               | I Need a Man                        |
| 1988 | Eurythmics               | You Have Placed a Chill in My Heart |
| 1988 | Sade                     | Nothing Can Come Between Us         |
| 1988 | Sade                     | Turn My Back on You                 |
| 1988 | Sade                     | Love Is Stronger Than Pride         |
| 1988 | Shakespears Sister       | Break My Heart                      |
| 1988 | Shakespears Sister       | Heroine                             |
| 1988 | Annie Lennox             | Put a Little Love in Your Heart     |
| 1989 | Shakespears Sister       | You're History                      |
| 1989 | Shakespears Sister       | Run Silent                          |
| 1989 | Eurythmics               | Don't Ask Me Why                    |
| 1989 | Eurythmics               | Angel                               |
| 1989 | Sarah Brightman          | Anything but Lonely                 |
| 1990 | Eurythmics               | The King and Queen of America       |
| 1990 | Sinéad O'Connor          | The Emperor's New Clothes           |
| 1991 | Nanci Griffith           | Late Night Grande Hotel             |
| 1991 | World Party              | Thank You World                     |
| 1991 | Curve                    | Coast Is Clear                      |
| 1991 | Shakespears Sister       | Goodbye Cruel World                 |
| 1992 | Annie Lennox             | Why                                 |
| 1992 | Annie Lennox             | Precious                            |
| 1992 | Annie Lennox             | Cold                                |
| 1992 | Annie Lennox             | Money Can't Buy It                  |
| 1992 | Annie Lennox             | Legend in My Living Room            |
| 1992 | Annie Lennox             | The Gift                            |
| 1992 | Annie Lennox             | Primitive                           |
| 1992 | Annie Lennox             | Keep Young and Beautiful            |
| 1992 | Annie Lennox             | Walking on Broken Glass             |
| 1992 | Annie Lennox             | Love Song for a Vampire             |
| 1992 | Annie Lennox             | Little Bird                         |
| 1992 | Shakespears Sister       | Stay                                |
| 1992 | Shakespears Sister       | Hello (Turn Your Radio On)          |
| 1992 | Shakespears Sister       | I Don't Care                        |
| 1992 | Curve                    | Fait Accompli                       |
| 1992 | Sade                     | No Ordinary Love                    |
| 1993 | Björk                    | Venus as a Boy                      |
| 1994 | The Jesus and Mary Chain | Sometimes Always                    |
| 1994 | The Jesus and Mary Chain | Come On                             |
| 1994 | Hole                     | Miss World                          |
| 1994 | Sparks                   | When Do I Get to Sing My Way?       |
| 1995 | Sparks                   | When I Kiss You                     |
| 1995 | Sophie B. Hawkins        | As I Lay Me Down                    |
| 1995 | The Stone Roses          | Ten Storey Love Song                |
| 1995 | Lisa Loeb                | Do You Sleep?                       |
| 1995 | Jeff Buckley             | So Real                             |
| 1995 | Weezer                   | Say It Ain't So                     |
| 1996 | No Doubt                 | Don't Speak                         |
| 1996 | No Doubt                 | Excuse Me Mr.                       |
| 1996 | No Doubt                 | Sunday Morning                      |
| 1996 | The Cure                 | The 13th                            |
| 1996 | Gary Barlow              | Forever Love                        |
| 1997 | No Doubt                 | Hey You                             |
| 1997 | No Doubt                 | Oi to the World                     |
| 1997 | Blur                     | Beetlebum                           |
| 1997 | Blur                     | On Your Own                         |
| 1997 | Blur                     | Song 2                              |
| 1997 | Curve                    | Chinese Burn                        |
| 1998 | Garbage                  | When I Grow Up (live)               |
| 1998 | Garbage                  | The Trick Is to Keep Breathing      |
| 1998 | James Iha                | Be Strong Now                       |
| 1998 | Rufus Wainwright         | April Fools                         |
| 1999 | Manic Street Preachers   | You Stole the Sun from My Heart     |
| 1999 | Natalie Merchant         | Break Your Heart                    |
| 1999 | Blur                     | Tender                              |
| 1999 | Sinéad O'Connor          | Chiquita                            |
| 1999 | Garbage                  | When I Grow Up                      |
| 1999 | The Cardigans            | Hanging Around                      |
| 1999 | Sarah McLachlan          | Possession                          |
| 1999 | Sarah McLachlan          | I Will Remember You                 |
| 1999 | Sarah McLachlan          | Ice Cream                           |
| 1999 | Semisonic                | Secret Smile                        |
| 1999 | Emilíana Torrini         | To Be Free                          |
| 1999 | Supergrass               | Mary                                |
| 2000 | Eurythmics               | I Saved the World Today             |
| 2000 | No Doubt                 | 'Simple Kind of Life                |
| 2000 | Alisha's Attic           | Push It All Aside                   |
| 2000 | Alisha's Attic           | Pretender Got My Heart              |
| 2000 | JJ72                     | Oxygen                              |
| 2000 | PJ Harvey                | Good Fortune                        |
| 2000 | Sade                     | By Your Side                        |
| 2000 | Coldplay                 | Trouble                             |
| 2000 | Jamelia                  | Boy Next Door                       |

| Jaar | Artiest                  | Song                       |
| ---- | ------------------------ | -------------------------- |
| 2001 | No Doubt                 | Bathwater                  |
| 2001 | Sade                     | King of Sorrow             |
| 2001 | PJ Harvey                | A Place Called Home        |
| 2001 | PJ Harvey                | This Is Love               |
| 2001 | Turin Brakes             | The Door                   |
| 2001 | Turin Brakes             | Underdog (Save Me)         |
| 2001 | Nelly Furtado            | Turn Off The Light         |
| 2001 | Sophie Ellis-Bextor      | Take Me Home               |
| 2001 | Sophie Ellis-Bextor      | Murder on the Dancefloor   |
| 2001 | Radiohead                | I Might Be Wrong           |
| 2002 | Sophie Ellis-Bextor      | Move This Mountain         |
| 2002 | Sophie Ellis-Bextor      | Music Gets the Best of Me  |
| 2002 | Coldplay                 | In My Place                |
| 2002 | No Doubt                 | Underneath It All          |
| 2002 | Sugababes                | Freak Like Me              |
| 2002 | Sparta                   | Cut Your Ribbon            |
| 2002 | Pink                     | Family Portrait            |
| 2003 | Sophie Ellis-Bextor      | I Won't Change You         |
| 2003 | Pink                     | Trouble                    |
| 2003 | Dolly Parton             | I'm Gone                   |
| 2003 | Dido                     | Life for Rent              |
| 2004 | Nelly Furtado            | Try                        |
| 2004 | Sarah McLachlan          | World on Fire              |
| 2004 | Sarah McLachlan          | Stupid                     |
| 2004 | The Killers              | Mr. Brightside             |
| 2004 | Sixpence None the Richer | Don't Dream It's Over      |
| 2004 | Natasha Bedingfield      | These Words                |
| 2004 | Vanessa Carlton          | White Houses               |
| 2004 | Loretta Lynn             | Portland, Oregon           |
| 2004 | The Strokes              | The End Has No End         |
| 2004 | Maroon 5                 | She Will Be Loved          |
| 2004 | Maroon 5                 | This Love                  |
| 2005 | Gwen Stefani             | Cool                       |
| 2005 | Gwen Stefani             | Luxurious                  |
| 2005 | Gwen Stefani             | Serious                    |
| 2005 | Gwen Stefani             | The Real Thing             |
| 2005 | Gwen Stefani             | Crash                      |
| 2005 | Garbage                  | Why Do You Love Me         |
| 2005 | Garbage                  | Bleed Like Me              |
| 2005 | Garbage                  | Sex Is Not the Enemy       |
| 2005 | Garbage                  | Run Baby Run               |
| 2005 | Coldplay                 | Fix You                    |
| 2005 | Faith Hill               | Like We Never Loved at All |
| 2006 | Gwen Stefani             | Wind It Up                 |
| 2006 | Sophie Ellis-Bextor      | Catch You                  |
| 2006 | Faith Hill               | Stealing Kisses            |
| 2006 | Shakira                  | Hips Don't Lie             |
| 2006 | Lily Allen               | Smile                      |
| 2006 | Beyoncé                  | Déjà Vu                    |
| 2006 | Beyoncé                  | Ring the Alarm             |
| 2007 | Gwen Stefani             | 4 in the Morning           |
| 2007 | Gwen Stefani             | Early Winter               |
| 2007 | Sophie Ellis-Bextor      | Today the Sun's on Us      |
| 2007 | Garbage                  | Tell Me Where It Hurts     |
| 2007 | Maroon 5                 | Won't Go Home Without You  |
| 2007 | Rufus Wainwright         | Going to a Town            |
| 2007 | Mika                     | Love Today                 |
| 2007 | Mika                     | Grace Kelly                |
| 2008 | The Kills                | Cheap and Cheerful         |
| 2008 | The Kills                | U.R.A. Fever               |
| 2008 | Leona Lewis              | Better in Time             |
| 2008 | Leona Lewis              | Footprints in the Sand     |
| 2008 | The Ting Tings           | That's Not My Name         |
| 2008 | Gavin Rossdale           | Love Remains The Same      |
| 2008 | Kings of Leon            | Sex on Fire                |
| 2008 | Kings of Leon            | Use Somebody               |
| 2008 | Duffy                    | Stepping Stone             |
| 2008 | Duffy                    | Rain On Your Parade        |
| 2008 | Sarah McLachlan          | U Want Me 2                |
| 2009 | Beyoncé                  | Broken-Hearted Girl        |
| 2009 | Paloma Faith             | Stone Cold Sober           |
| 2009 | Shakira                  | Did It Again               |
| 2009 | Pink                     | I Don't Believe You        |
| 2009 | Shakira                  | Give It Up to Me           |
| 2010 | Sade                     | Soldier of Love            |
| 2010 | Broken Bells             | The High Road              |
| 2010 | Cheryl Cole              | Promise This               |
| 2010 | Cheryl Cole              | The Flood                  |
| 2010 | Brandon Flowers          | Only The Young             |
| 2010 | Kings of Leon            | Radioactive                |
| 2011 | The Kills                | Satellite                  |
| 2011 | Ellie Goulding           | Lights                     |
| 2011 | Noah and the Whale       | L.I.F.E.G.O.E.S.O.N.       |
| 2011 | Birdy                    | Skinny Love                |
| 2012 | No Doubt                 | Settle Down                |
| 2012 | Beyoncé                  | I Was Here                 |
| 2012 | Alicia Keys              | Girl on Fire               |
| 2014 | Gwen Stefani             | Baby Don't Lie             |